# Tian Xiuxiu
Tian Xiuxiu (13 de janeiro de 1996) é uma handebolista chinesa que joga pelo clube chinês Shandong Handball e atuou pela seleção nacional chinesa.
Ela competiu pela seleção nacional da China no Campeonato Mundial de Handebol Feminino de 2015, na Dinamarca, e na de 2019 no Japão.